# Exconvento de Tepeaca

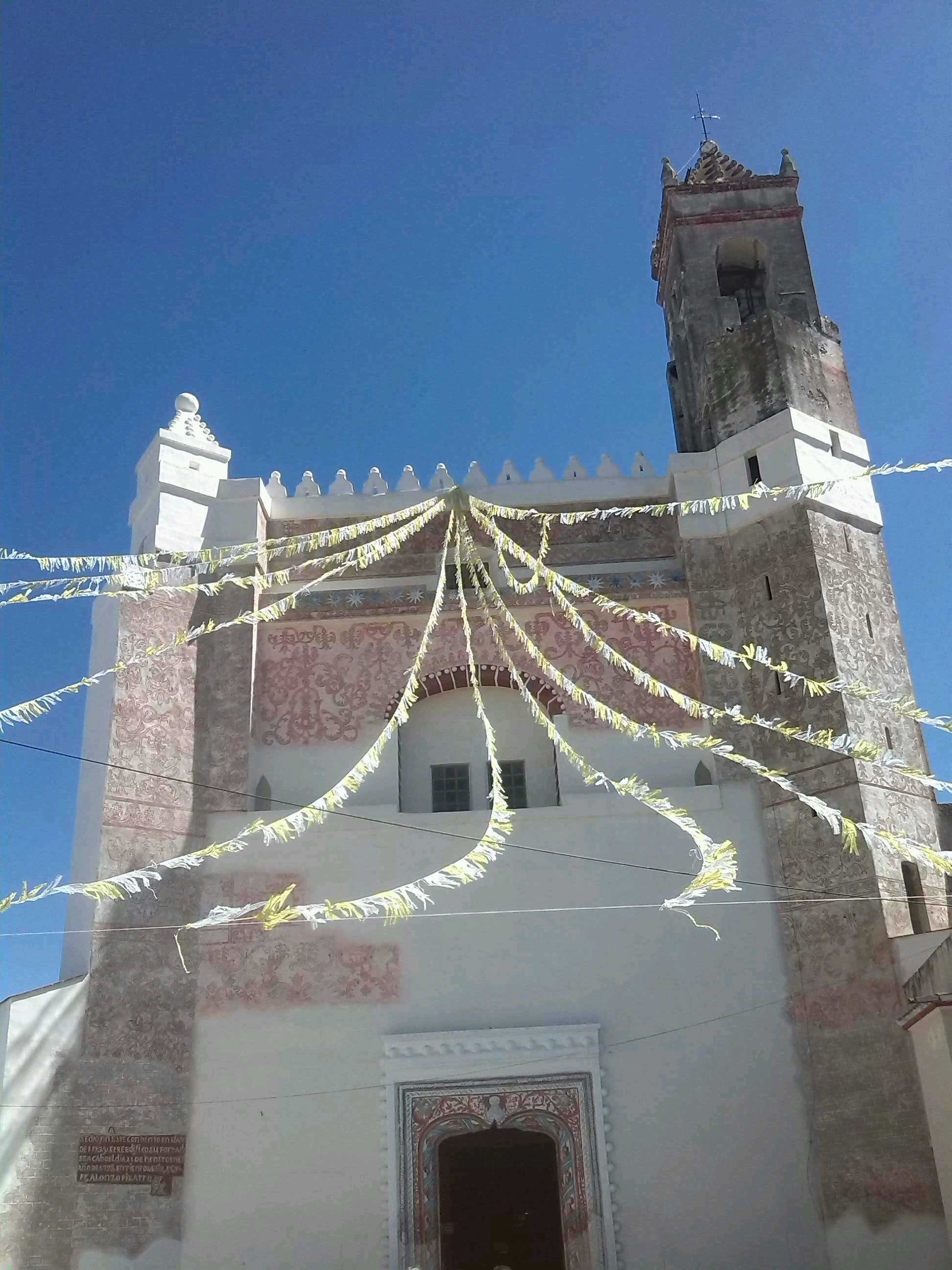
Exconvento de San Francisco en Tepeaca

El Exconvento de San Francisco de Asís de Tepeaca se encuentra ubicado en la ciudad de Tepeaca en el estado de Puebla, siendo fundado hacia el año de 1530 por la orden franciscana. Se calcula que su construcción concluyó en el año de 1593.